# 福崎峻介
シュンスケフクザキ（Shunsuke Fukuzaki、1991年3月16日 - ）は、日本のアーティスト、俳優、映画監督、脚本家、歌手。新潟県出身。SD Co.,Ltd. 所属。出演のみならず、映画、音楽、ドキュメンタリー、CMなど、ジャンルに関わらず自らプロデュースをしているアーティスト。

## 出演

### 映画
- 藍色少年少女（2016年）
- 誰も僕の絵を描けないだろう（2016年）
- 破裏拳ポリマー（2017年）
- パーフェクトワールド 君といる奇跡（2018年）
- リスタートはただいまのあとで（2020年）
- Le Retour du Samouraï（2022年）

### テレビドラマ
- 検事・朝日奈耀子 第15作「蕎麦を食べたら3億円!? 財産狙いの妻たちを襲うひまわり発火トリック!! 女の嘘を隠した心拍数の謎」（2014年）
- おかしな刑事 第13作「美しき女流作家の死 消えた殺害現場と“三角破り”の謎 那須塩原〜向島を結ぶ運命の紅い帯」（2015年）
- ミステリなふたり 第1話「ミステリなふたり」（2015年、名古屋テレビ放送）
- 警視庁捜査一課9係 season10 第8話（2015年、テレビ朝日）
- 警視庁さくらポリス～最強の姉妹捜査官～（2016年、テレビ東京）
- 初恋芸人（2016年、NHK BSプレミアム）
- 水曜ミステリー9 警視庁さくらポリス 〜最強の姉妹捜査官〜（2016年、テレビ東京）
- 警視庁捜査一課9係 season11 最終話（2016年、テレビ朝日）
- そして、誰もいなくなった（2016年、日本テレビ）
- スニッファー 嗅覚捜査官（2016年、NHK）
- 烈火 警視庁強行犯・樋口顕（2016年、テレビ東京）
- 三匹のおっさん3 〜正義の味方、みたび!!〜（2017年、テレビ東京）
- やすらぎの郷（2017年、テレビ朝日）
- 日曜ワイド 「おかしな刑事16」（2017年7月30日、テレビ朝日）
- さすらい署長 風間昭平 第13作「ほくと函館湾殺人事件」（2017年、テレビ東京）
- クロスロード〜声なきに聞き形なきに見よ〜（2017年、NHK BSプレミアム）
- 最上の命医2017（2017年、テレビ東京）
- 刑事7人 シーズン3 第8話「悪女」（2017年、テレビ朝日）
- アカギ「竜崎・矢木編 ／市川編」（2017年、BSスカパー!）
- 探偵が早すぎる（2018年、日本テレビ）
- やすらぎの刻〜道〜（2019年、テレビ朝日）
- 月曜プレミア8 横山秀夫サスペンス「沈黙のアリバイ」「モノクロームの反転」（2020年、テレビ東京） - 三谷孝幸 役
- NO ACTIVITY （2021, Amazon Prime）

### ナレーション
- SUNTORY×SNOWPEAK 「山のむこう」（2018年）
- クレディセゾン「赤城自然園」（2019年）
- RED BULL 「WITH GLAY ー彼らが愛される理由ー」 全10話　（2019年）

### 舞台
- A Wonderful Sunday（2011年）
- 女〜ワタシワカラナイ〜（2011年）
- 永井家の八月（2012年）
- TWELVE（2013年）
- 陽のあたる庭（2013年）
- あなたを待ちながら（2015年)

### テレビ番組
- あなたの知るかもしれない世界6（201５年、フジテレビ）
- 謎解き！マイネーム（2015年、TBS）
- バイキング（2015年、フジテレビ）
- みんなのニュース（2015年、フジテレビ）
- スピーク（2015年、フジテレビ）
- ナオミを落とせ！胸キュン夢大陸（2016年、フジテレビ）
- みんなのニュース（2016年、フジテレビ）
- クイズ！金の正解！銀の正解！（2017年、フジテレビ）
- アウト×デラックス（2018年、フジテレビ）